# بخش گولبرگا
بخش گولبرگا (به انگلیسی: Gulbarga division) یک منطقهٔ مسکونی در هند است که در کارناتاکا واقع شده‌است. بخش گولبرگا ۴۴٬۱۳۸ کیلومتر مربع مساحت و ۱۱٬۲۱۵٬۲۲۴ نفر جمعیت دارد.